# Teichland
Teichland (in lusaziano inferiore Gatojce) è un comune di 1 079 abitanti del Brandeburgo, in Germania.

Appartiene al circondario della Sprea-Neiße ed è parte della comunità amministrativa di Peitz.

## Storia
Il comune di Teichland venne formato il 1º gennaio 2001 dall'unione dei 3 comuni di Bärenbrück, Maust e Neuendorf, che ne divennero frazioni.

## Società

### Evoluzione demografica
| Anno | Abitanti |
| ---- | -------- |
| 1875 | 839      |
| 1890 | 949      |
| 1910 | 1 034    |
| 1925 | 1 021    |
| 1933 | 1 068    |
| 1939 | 1 047    |
| 1946 | 1 265    |
| 1950 | 1 148    |
| 1964 | 1 043    |
| 1971 | 975      |

| Anno | Abitanti |
| ---- | -------- |
| 1981 | 817      |
| 1985 | 776      |
| 1989 | 781      |
| 1990 | 775      |
| 1991 | 761      |
| 1992 | 751      |
| 1993 | 766      |
| 1994 | 844      |
| 1995 | 952      |
| 1996 | 1 052    |

| Anno | Abitanti |
| ---- | -------- |
| 1997 | 1 099    |
| 1998 | 1 197    |
| 1999 | 1 270    |
| 2000 | 1 299    |
| 2001 | 1 310    |
| 2002 | 1 304    |
| 2003 | 1 294    |
| 2004 | 1 290    |
| 2005 | 1 270    |
| 2006 | 1 242    |

| Anno | Abitanti |
| ---- | -------- |
| 2007 | 1 233    |
| 2008 | 1 228    |
| 2009 | 1 192    |
| 2010 | 1 171    |
| 2011 | 1 186    |
| 2012 | 1 176    |
| 2013 | 1 175    |

## Geografia antropica

### Suddivisioni amministrative
Il comune di Teichland comprende 3 centri abitati (Ortsteil):
- Bärenbrück / Barbuk
- Maust / Hus
- Neuendorf / Nowa Wjas